# Palpomyia rubiginosa
Palpomyia rubiginosa är en tvåvingeart som beskrevs av Eileen D. Grogan och Wirth 1975. Palpomyia rubiginosa ingår i släktet Palpomyia och familjen svidknott. Inga underarter finns listade i Catalogue of Life.